# Ел Висо
Ел Висо (на испански: El Viso) е населено място и община в Испания. Намира се в провинция Кордоба, в състава на автономната област Андалусия. Общината влиза в състава на района (комарка) Вале де лос Педрочес. Заема площ от 254 km². Населението му е 2822 души (по преброяване от 2010 г.). Разстоянието до административния център на провинцията е 84 km.

## Демография
| 1996 | 1998 | 1999 | 2000 | 2001 | 2002 | 2003 | 2004 | 2005 | 2006 |
| ---- | ---- | ---- | ---- | ---- | ---- | ---- | ---- | ---- | ---- |
| 3208 | 3153 | 3124 | 3071 | 2994 | 2955 | 2928 | 2885 | 2870 | 2849 |